# Tomás Ocaña
Tomás Ocaña Urwitz (Madrid, 20 de gener de 1984) és un periodista de recerca espanyol guardonat pels seus reportatges amb un Peabody Award, un premi de l'Associació de Periodistes de Recerca d'EE.UU. (IRE) i tres premis Emmy en diferents categories, entre d'altres. Va exercir durant gairebé cinc anys com a reporter i productor d'Univision Investiga, departament que dirigeix el premi Pulitzer Gerardo Reyes, desvetllant casos de corrupció, narcotràfic, explotació laboral, frau, tràfic d'armes o destrucció del medi ambient recorrent una desena de països. També ha estat partícip d'algun de les fites del periodisme de recerca global com Els papers de Panamà o Swiss Leaks. Va ser designat representant de la Marca Espanya en la categoria 'Literatura i comunicació' dins de la campanya Fets de talent. Des de 2017 és fundador i director de la productora espanyola The Facto Productions. A l'octubre del mateix any va ser nomenat vicepresident de l'Associació de Periodistes de Recerca d'Espanya (API).

## Trajectòria
Llicenciat en Dret i en Periodisme per la Universitat Carles III de Madrid, va iniciar la seva carrera en CNN+/Cuatro, per després convertir-se en l'editor del telenotícies d'Intereconomía. El gener de 2012 Ocaña arriba a Univison, on treballarà per al departament de Documentals. La seva primera producció va ser el documental codirigit amb Mariana Atencio 'PRESSionados', sobre la llibertat de premsa a Amèrica Llatina, projecte que va aconseguir en 2014 el premi Gracie, atorgat per la Alliance for Women in Mitjana.
Després d'un breu pas per aquest departament, va començar a exercir com a reporter i productor en Univision Investiga, el recentment creat departament de Recerca de la cadena liderat pel periodista colombià Gerardo Reyes. Entre 2012 i 2016, Ocaña ha realitzat reportatges de recerca a Espanya, Estats Units, Mèxic, Brasil, Argentina, República Dominicana, Perú, Colòmbia, Panamà i Alemanya.
Entre els treballs més excel·lents d'Univision Investiga destaca la labor periodística sobre com va forjar el seu imperi el narcotraficant mexicà Joaquín 'El Chapo' Guzmán. Quatre mesos abans de la captura de Guzmán en 2014 (hi hauria una nova captura en 2016 després de la fugida del reu en 2015), Univision va emetre el reportatge especial El Chapo Guzmán, l'etern fugitiu, la qual cosa va valer a l'equip el reconeixement internacional per ser els primers a acostar-se en profunditat a la figura de l'assenyalat com a narcotraficant més poderós del món. El treball va ser premiat amb l'Emmy a la millor recerca periodística en castellà en 2014. Així mateix, Ocaña va ser seleccionat com a finalista dels Livingston Awards que reconeixen el treball dels periodistes menors de 35 anys.
Un altre dels seus reportatges, l'especial Ràpid i Furiós, armant a l'enemic, va ser reconegut amb el Peabody Awards; amb el primer premi del IRE (l'Associació de Reporters i Editors de Recerca, per les seves sigles en anglès) i el segon lloc en el National Headliner. Aquest especial va descobrir el parador de desenes d'armes de l'operació que liderava l'Agència d'Alcohol, Tabac, Armes de Foc i Explosius. El Congrés dels Estats Units va requerir a Univision Investiga les dades del reportatge per a la seva utilització en la recerca interna de la cambra.
En Els Nous Narcotesoros, Univison Investiga va explorar les activitats criminals empreses pels càrtels del narcotràfic per diversificar les seves fonts d'ingressos, entre elles, el contraban d'immigrants indocumentats, la prostitució forçosa, el rapte, l'extorsió, el robatori de combustible i la mineria il·lícita de minerals com l'or i el ferro, que es va destapar com el negoci més rendible de tots. Gràcies a aquest treball, per segon any consecutiu, Univision Investiga va obtenir el premi Emmy a la millor recerca periodística en espanyol. La versió multimèdia va obtenir el premi Ortega y Gasset de Periodisme.
Ocaña i l'equip d'Univision Investiga van aconseguir aquest mateix any una segona estatuilla en la 36º edició dels Premis Emmy com a part de l'equip d'Univision Notícies que va cobrir l'assassinat de 43 estudiants mexicans en Iguala en la categoria 'Cobertura excel·lent d'una notícia d'últim minut en espanyol'.
En 2016, el reportatge Un conte xinès va obtenir el Premi Nacional de Periodisme de Mèxic, per destapar els secrets polític-empresarials de la major confiscació d'efectiu de la història mundial: 205 milions de dòlars. El treball va ser realitzat conjuntament per Univision Investiga i el Investigative Reporting Program de la Universitat de Berkeley. Aquesta recerca va ser nominada en la 37º edició dels Premis Emmy, una gala en la qual Ocaña va comptar amb altres dues nominacions.
En 2017 torna a establir-se a Espanya. Fongui i dirigeix la productora The Facto Productions i és nomenat vicepresident de l'Associació de Periodistes de Recerca d'Espanya (API).

## Premis
- Peabody Award (2013), per 'Ràpid i Furiós, Armant a l'Enemic'.[10]
- Premi IRE Investigative Reporters & Editors (2013), per 'Ràpid i Furiós, Armant a l'Enemic'.[11]
- Premi Emmy a la Millor Recerca Periodística en Español (2014), per 'El Chapo, L'Etern Fugitiu'.[12]
- Finalista The Livingston Awards for Young Journalist (2014)[13]
- Membre de l'equip guanyador del Premi Gracie al Millor Documental (2014), per 'PRESSionados'.[14]
- Premi Emmy a la Millor Recerca Periodística en Español (2015), per 'Els Nous Narcotesoros'.[15]
- Premi Emmy a la Millor Cobertura d'Última Hora en Español (2015), per 'La Massacre d'Iguala'.[15]
- Membre de l'equip guanyador del Premi Ortega y Gasset en categoria digital (2015), per 'Els Nous Narcotesoros'.[16]
- Premi Nacional de Periodisme de Mèxic en la categoria Reportatge de Recerca en Televisió (2016), per 'Un Conte Xinès'.[17]